# Нахія
Нахія, нахіє, або нохія (ناحية., ноҳия, nohiya та ін.) — адміністративна одиниця в арабських країнах та деяких країнах Середньої Азії. Відповідає районам, дистриктам, округам, повітам, графствам в інших країнах.
Зазвичай центром нохії є невелике містечко або село (кишлак), кілька (часто кільканадцять) нохій утворюють більшу адміністративну одиницю — область (провінція, мухафаза, мінтаката, вілоят та інші місцеві назви). Сама нохія поділяється на дрібні населені пункти (міста, села, селища, джамоати, селищні ради та інше). Наприклад, Пенджикентська нохія в Таджикистані разом із тринадцатьма іншими нохіями та кількома містами входить до складу Согдійського вілояту та, в свою чергу, адміністративно поділяється на 14 джамоатів (тадж. ҷамоат).
У Сирії нохія — більш дрібна адміністративна одиниця: нохії країни входять до складу районів (манатік), які утворюють провінції (мухафаза).

## Османська імперія
Нахіє (осман. ناحیه) — адміністративно-територіальне утворення Османської імперії, яким керував мухтар (виборний староста).
Ієрархія адміністративно-територіального устрою Османської імперії після реформи 1871 року та назва керівника:
- еялет — паша;
- санджак — мутеселлім (мутессаріф);
- каза — каймакам або мютеселлім;
- нахія — мухтар або мюдюр;
- каріє (село) — мухтар.

У XIX—XX ст. поділ території на нахії існував у південнослов'янських володіннях Османської імперії — у Сербії (1817—1833) та Чорногорії (1852—1910).